# ハードコア・レスリング
ハードコア・レスリング（Hardcore wrestling）は、プロレスにおける一種の形態を表す英称で過激な試合を特徴とするプロレスを指す。ハードコア・マッチ（Hardcore Match）とも呼ばれている。
プロレスそれ自体の世界の2大柱であるアメリカと日本において盛んに見られており、これを提供するプロレス団体としては日本の大日本プロレス、アメリカのCZWが特に有名という状況にある。この形式を得意とする選手には次第にダメージが蓄積された結果、後に長期の休養を余儀なくされる者も多い。

## 意義
ハードコア・レスリングのルールとして、凶器の使用などの反則裁定が一切なく、またリングに限らず、どこでも決着がつけられるルールを主としており、観客にスリリングさをアピールする狙いがある。
なおデスマッチもハードコア・レスリングの範疇に含まれるが、日本においてはデスマッチのほうが危険度の高いルールや状況下で実施されることがほとんどである。
また、木高イサミは「突き刺さる利器を使うのがデスマッチ」、「椅子やラダーがハードコア」と区分。大日本プロレスでは「反則カウントがあり、指定された道具を使うことができるルール」がデスマッチ、「反則カウントがなく、レフェリーが特に危険とみなしたもの以外使うことができるルール」がハードコアと区別している。DDTやTNAでは高度な空中技なども合わせた類似の区分「エクストリーム」が設けられている。

## 歴史

### その黎明とFMWの勃興

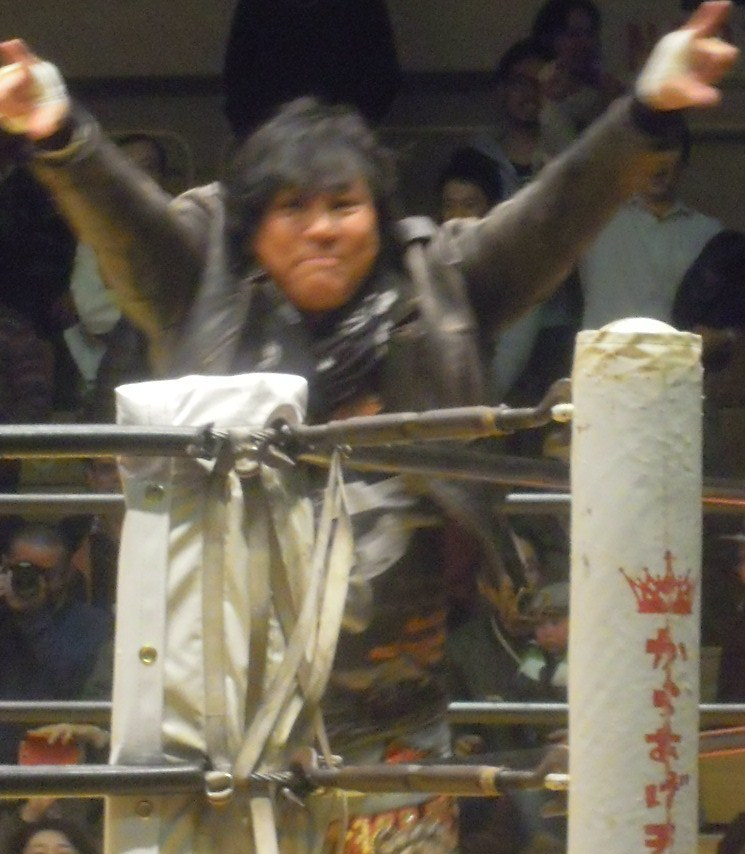
ハードコア・レスリングのパイオニアとされている大仁田厚。

流血や『過激さ』を伴うプロレスそれ自体は力道山やフレッド・ブラッシーらが活躍した時代から存在したものの、このスタイル―すなわちハードコア・レスリングが1つの本格的なプロレス様式として初めてその地位を築いたのは、1990年代の日本においてであった。
1989年の日本に産声を上げたFMWは設立当初から、街頭の喧嘩の様な試合を柱としていた。
着想の拡大とともにしだいに過激さを増していったFMWは、有刺鉄線、爆薬（『電流爆破』）、更には『地雷』などを小道具に用いて派手な試合を見せつつ、大仁田厚の存在もあり、インディーズ界最大の団体と呼ばれるまでに成長した。
一般メディアへの登場も盛んに見せたFMWは、ハードコアのリングに女子レスラーらを放り込んだ最初の団体でもあった。この団体に所属していた工藤めぐみとコンバット豊田によるノーロープ有刺鉄線・電流爆破デスマッチを皮切りに続々と生まれた女子によるデスマッチの数々は、世界のハードコア・レスリングの歴史に大きくその名を留めている。

### その発展から21世紀へ

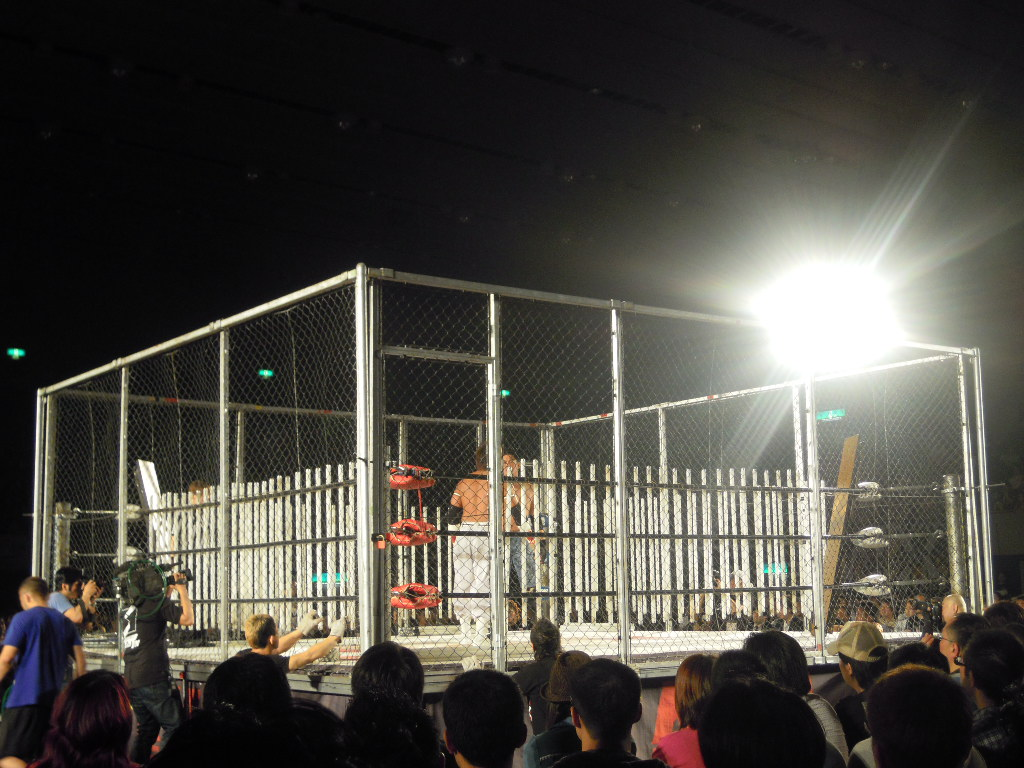
蛍光灯もやがてはハードコア・レスリングに定番の小道具になった。

FMWの隆盛期のさなかにあった1995年に旗揚げを行った大日本プロレスは画鋲、蛍光灯、炎などの小道具をふんだんに用いてFMWを凌ぐほどの過激な試合を世に送り出し台頭していった。
1997年には米国のIWAミッドサウスが『キング・オブ・ザ・デスマッチ』と題した大会を始動し、その初回からさっそく有刺鉄線や画鋲を用いたデスマッチを展開していた。ちょうど同時期の1999年にあって、米国フィラデルフィアの地にコンバット・ゾーン・レスリングが設立された。
当初から大日本プロレスとの繋がりを持ち、その設立者たるジョン・ザンディグを首領としたCZW軍による大日本プロレスへの度重なる参戦もあって、大日本プロレスからの多大な影響を背景に成長を続けたCZWは、やがて北アメリカで最も有名なハードコア・レスリングの団体となった。
20世紀終盤の北アメリカにあっては、このCZWに並ぶほどの知名度を得たハードコア・レスリングの送り手としてECWがあった。初期のFMWから着想を得たことで生まれ、そのFMWから数多の選手を迎え入れもしたこの団体が本拠を置いたのもまたフィラデルフィアであった。こうしたことからか、このフィラデルフィアという地を『ハードコア・レスリングの聖地』と表現する向きもある。
2000年代前半にあっては、CZWが『トーナメント・オブ・デス』という、その試合をデスマッチに特化させた趣旨の大会を始動。2000年にはドイツのルールの地にウエストサイド・エクストリーム・レスリング(wXw)という団体が設立された。ハードコア・レスリングに特化した独自の王座を管理しながら遂には『ゴアフェスト』と題したデスマッチ特化型の選手権大会を催すようにまでなったこの団体は、のちにCZWの選手陣を多く招聘し、延いてはCZWの王座を賭けた試合を組むなどしつつCZWとの関係をしだいに深めていった。
1997年から世紀を越えて続けられてきたIWAミッドサウスの『キング・オブ・ザ・デスマッチ』であったが、その2006年の大会にあっては、これに女子プロレスラー部門としての『クイーン・オブ・ザ・デスマッチ』が新設されるに至り、尾崎魔弓やミッキー・ナックルズ、坂井澄江などといった女子レスラーらが有刺鉄線や蛍光灯、ガラスなどを用いたデスマッチをそこに繰り広げた。更にこの年にあっては同国を本拠の地とするIWAイーストコーストが、デスマッチに特化した選手権大会―『マスターズ・オブ・ペイン』を始動。総勢8名の選手らがさっそく多量の流血を伴う試合の数々をそこに展開していた。
メキシコでも2001年にハードコアスタイルを取り入れたX-LAWが旗揚げされている。

## 著名な担い手達
ハードコア・レスリングの担い手は特に『ハードコアレスラー』と呼ばれることがある。

### 日本
- 大仁田厚 - ハードコア・レスリングのパイオニア（先駆者）として語られる、FMWの創始者。
- ミスター・ポーゴ - FMWを始めとして、W☆INGや大日本プロレスを転戦。火炎噴射に代表される数多の危険な攻撃を考案。大日本においてはBJW認定デスマッチヘビー級王座の初代王者に輝く。
- ターザン後藤 - FMWに始まり数多のハードコア・マッチのリングを転戦。
- 松永光弘 - 「Mr.デンジャー」の異名を持ち、FMWに始まり、W☆INGや大日本プロレスを舞台にデスマッチを重ね続けている。ワニやピラニア、タランチュラなどの動物を用いたデスマッチ群の実験台ともなった。
- 金村キンタロー - FMWに始まり、W☆INGや大日本プロレスで数多のデスマッチを経験。炎を用いた試合中の事故によって命に危険が及ぶほどの大火傷を負ったことがある。
- 田中将斗 - 大仁田厚の弟子でFMWに始まり、ハードコア色の強いECWでもECW王座に君臨した事がある。
- 本間朋晃 - 90年代の大日本プロレスを支えたレスラーの一人。大日本の代名詞とも言える「蛍光灯デスマッチ」を考案した。
- 伊東竜二 - 大日本プロレスのスターとして数多のデスマッチを重ね続けている。また、大学時代、工学部に所属していた経歴を生かし、独自のデスマッチアイテムを作製し、持参してくる場合がある。
- 葛西純 - 「デスマッチのカリスマ」の異名を持ち、大日本プロレスを主戦場として数多のデスマッチを重ね続けている。2005年には沼澤邪鬼とともに、2008年にはマサダとともに、2009年には伊東竜二とともに、2010年にはニック・ゲージ∽DJハイドおよび沼澤邪鬼∽竹田誠志∽木高イサミとともに、カミソリの刃を用いた狂気のデスマッチを敢行した。
- 真壁刀義 - 　新日本プロレス所属だが、メジャー団体のレスラーにおいては珍しくデスマッチを得意とするレスラーで有名。若手時代にプエルトリコで多くのハードコアマッチを経験し、2006年には金村キンタローとの「ストリートファイト有刺鉄線バリケードマットチェーンデスマッチ」に勝利してWEWヘビー級王座を獲得。後に新日本のリングで田中将斗やチーム3D（ダッドリー・ボーイズ）とハードコアマッチで対戦。2012年にはDDTプロレスリング日本武道館大会で帝京大学時代の後輩・HARASHIMAと組んで、伊東竜二・石川修司と同じくハードコアマッチで対戦。
- KAORU - 「元祖ハードコアクイーン」の異名を持つ。
- DASH・チサコ
- 竹田誠志
- 鷹木信悟
- MAO
- 勝俣瞬馬
- アブドーラ・小林
- "黒天使"沼澤邪鬼
- 木高イサミ
- 宮本裕向
- 佐々木貴
- エル・デスペラード
- 山下りな
- 鈴季すず
- バラモン兄弟

### アメリカ
- ミック・フォーリー（カクタス・ジャック） - 凶器攻撃や危険な技を食らっても怯まないファイトスタイル。
- ハードコア・ホーリー - ニックネーム通りに、危険を顧みないファイトスタイル。
- ロブ・ヴァン・ダム- WWE・ハードコア王座を4度獲得、高度な身体能力に加え、凶器との合わせ技が得意。
- チーム3D（ダッドリー・ボーイズ） - ツープラトンでの凶器に叩きつける攻撃を得意としている。
- ジョン・ザンディグ - CZWの創始者にして、自ら数多のハードコア・マッチを戦った。
- マッドマン・ポンド - ジョン・ザンディグとともにCZWを中心とした試合の数々でその名を馳せている。
- ヘイリー・ヘイトレッド - 「オハイオのハードコア娘」の異名を持ち、男子相手にノーロープ有刺鉄線デスマッチを決行した。
- ニック・モンドやネクロ・ブッチャー、ワイフビーターをその始めとして、コンバット・ゾーン・レスリングを舞台に活動してきた主要なレスラーほぼ全て。
- クリス・ブルックス
- ドリュー・パーカー
- ジョン・モクスリー

### メキシコ
- ビオレント・ジャック - ルチャリブレのイメージが強いメキシコ出身のレスラーだが、ルチャ的なファイトは行わず、ハードコアを主としパワフルなファイトを得意とする。

また、専門的なハードコア・レスラーとは見做されがたいものの、ハードコア・レスリングの様式を持ったレジェンドとして、ジプシー・ジョー、テリー・ファンク、ザ・シーク、サブゥーなどの名が挙げられている。いずれもFMW（あるいはW☆ING）においてデスマッチを経験したという共通点を持つレスラーである。

## 各団体における概況

### WWE
WWEにおいてはハードコア王座の創設とともにハードコアマッチが盛んになった。同団体のハードコアマッチではリングの下に置いてあった凶器（主に金属製のゴミ箱、竹刀、標識、消火器など）で相手を殴ったり、舞台裏にまで戦いが及んだりする。ヒールのレスラーが大量の凶器をスーパーマーケットにあるショッピングカートやごみ箱に詰め込んで登場してくることもあった（主にレイヴェンが行っていた）。
ハードコア王座消滅後はハードコアマッチが行われる機会は少なくなったが、2006年にハードコア・レスリングを売りとしていた団体であるECWがWWEのブランドとして復活してからは、「エクストリーム・ルールズ・マッチ」という、ハードコアマッチと類似したルールの試合が行われる機会がある。
ハードコアマッチ以外にも、WWEではストレッチャー・マッチ、アンビュランスマッチ、アイ・クイットマッチ、インフェルノマッチ、ラダー・マッチおよびそこから派生したマネー・イン・ザ・バンク・ラダー・マッチ、TLC戦、テーブルマッチ、ヘル・イン・ア・セルなどのハードコア系の試合形式が数多く存在する。また、「エクストリーム・ルールズ」、「マネー・イン・ザ・バンク」、「ヘル・イン・ア・セル」「TLC:テーブルズ・ラダーズ・アンド・チェアーズ」など、特殊な試合形式を主要コンセプトとしたPPVも開催されるようになった。
2004年4月のバックラッシュでランディ・オートンVSミック・フォーリーのIC王座戦がこの形式で行われた。オートンは凶器入りのゴミ箱を持って登場し、ミック・フォーリーはサディストキャラのカクタス・ジャックとして、バービー（有刺鉄線バット）を持って登場。オートンはバービーで殴られて流血、画鋲にたたきつけられる、ステージから落とされるなどの散々な目に遭いながらも、最後はバービーめがけてのRKOでミックを退け防衛した。
2004年のイギリス大会では、JBL対ハードコア・ホーリー戦がこの形式で行われ、クリケットのバット・警察官の帽子・イギリスの道路標識というご当地凶器が使われた。
2001年に行われたロイヤルランブルでは、レイヴェンが竹刀を持ち込んで現れ、1人きりでリングにいたケインを襲い、その後もハードコアマッチを得意とするレスラーが参戦しリングには凶器が散乱し、実況のジム・ロスは「ハードコア・ランブル」と形容した。しかしケインが反撃してリング上の対戦相手を全員排除し、再び1人きりになるとレフェリー達が凶器を撤去した。また、2003年に行われたロイヤルランブルでは、トミー・ドリーマーが凶器入りのゴミ箱を持って現れた。

### TNA
TNAでは以下のような試合が行われた。
ハウス・オブ・ファンマッチ
リングのロープに沿いながら4つのコーナーに取り付けられた柱に繋がれる形で縄が張られ、その縄に様々な凶器をぶら下げて行うTNA式ハードコアマッチ。レイヴェンが得意とする。
モンスターズ・ボールマッチ
ストリートファイトに相当する試合形式。
アルティメットX
リングの角にポールを立て、リング上空に縄2本を中央で交差させるように張り、その交差地点にアイテムを吊るし、それを最初に取った人が勝つというルール。
ハングマンズ・ホラーマッチ
各方面のロープに1本ずつ括りつけられた片方の先端に首輪がついた鎖を使い、相手を首吊りにして失神させたら勝利。レイヴェン対サンジェイ・ダットの試合で採用され、ダットが勝利を飾った。この一試合のみ実施されたルール。
キング・オブ・ザ・マウンテン
チャンピオンベルトを持ってハシゴを上り、天井に吊るしたら勝利といういわばラダー・マッチの逆バージョン。また、3カウントまたはギブアップを奪われると、3分間リング外に用意された檻の中で待機していなければならない。
フル・メタル・メイヘム
TLC戦に相当する試合形式。
リーサル・ロックダウン
ケージマッチから派生した試合形式。4対4、5対5などのチーム戦で行われる。最初に各チームから1人ずつが出場しシングルマッチで開始、一定時間ごとに各軍から交互に1人ずつが入場し、全員が揃うと金網の天井が降りる。天井には多数の凶器が吊るされており、出場者が使用できる。全員の入場終了後に3カウントまたはギブアップのみで決着。

### ハッスル
ハッスルでは、FMW出身の金村キンタロー、田中将斗、黒田哲広の3人がハードコア要員として活躍していた。ハードコアマッチのベルトである「ハッスル・ハードコア・ヒーロー（略称HHH）」が創設されたが、現在そのベルトは安田忠夫が奪ってそのベルトをオークションにかけると宣言して以来、姿を現していない。

### 全日本プロレス
豪華外国人が看板だった1970 - 80年代の全日本プロレスは、アブドーラ・ザ・ブッチャー、ザ・シーク、テリー・ファンクといったレスラーが凶器攻撃などによる過激な流血試合を盛んに展開していた。またFMW創始者の大仁田厚、大日本プロレス創始者のグレート小鹿は、いずれもこの時期の全日本に在籍していた選手である。
1990年代以降は特殊な試合形式は滅多に行われないが、2004年2月の両国国技館興行で、NOSAWA論外、MAZADAの「東京愚連隊」と本間朋晃、宮本和志の「ターメリックストーム」によるタッグマッチがこの形式で行われた。また、2021年1月3日の後楽園大会におけるGAORA TV チャンピオンシップ選手権試合にて、王者のヨシタツが挑戦者の葛西純とTLC戦にて対決。葛西が勝利し、その後のタイトルマッチも一貫してハードコア・デスマッチ形式で行われた。

### プロレスリング・ノア
プロレスリング・ノアにおいてはグローバル・ハードコア・クラウンと呼ばれるタイトルが存在したが、ルールが試合毎に異なるものであり、ハードコアの王座というわけではない。しかしながら、ハードコアルールで選手権試合が行われたことはある。

### DRAGONGATE
余り、デスマッチ等を行わないが
毎年5月に(2009年～2013年、2020年は省く)金網サバイバルマッチが恒例化しており毎年様々な駆け引きが行われている。その他にも、ノーDQマッチや、ノーロープマッチ、2008年には、ドン・フジイ対YAMATOのノーピプルマッチが行われている為そこまで寛容的ではない。

### KAIENTAI DOJO
日本における現在行われている中では、最古のハードコアタッグベルトWEWハードコアタッグ王座を所持する団体。2006年にFMWからK-DOJOへと管理が移管されている。
エニウェア・フォール、トルネードタッチなどのルールが採用されている。

### 大日本プロレス
通称「デスマッチ団体」とも呼ばれる大日本プロレスでは、日本で最も盛んにハードコアやデスマッチが行われている団体で、BJW認定デスマッチヘビー級王座というデスマッチのベルトも存在する。また、オリジナリティあふれるデスマッチも行われている。
一時期アメリカのインディ団体CZW勢のレスラー達が参戦し、大日本側のレスラー達と抗争を繰り広げた。CZW撤退後も、マッドマン・ポンド、MASADAを中心にして海外から参戦する外国人レスラーはほとんどが「バカ外人」と呼ばれる。これは、大日本プロレスに参戦する外国人選手のムーブが非常に派手な上に、無茶苦茶な攻撃で相手選手、さらに自分自身にも多大なダメージを与えるので、それらに衝撃を受けた観客が、驚きと一種の敬意を込めた愛称として呼ぶようになったのが定着したものである。
2003年に後楽園ホールのリング上に2階建ての家（当時の社長グレート小鹿の家という設定）を建設して家の中にあるものなら全て凶器として使用できるという前代未聞のデスマッチが行われた。出資者は当時の団体スポンサーソフト・オン・デマンドの社長であった高橋がなり。試合が終わる頃には家は跡形もなく破壊されていた。

### みちのくプロレス
みちのくプロレスではバラモン・シュウ&バラモン・ケイが凶器攻撃を得意としている。

### DDTプロレスリング
王者がルールを決められるDDT EXTREME王座があり、しばしばハードコアな試合が行われる。また、DDT所属のMIKAMIはラダーを使った攻防を得意とし、通常ルールの試合においても公認凶器として扱われることが多い。その他ではリングのない野外や建物内で試合する「路上プロレス」もよく話題になるが、路上戦を好む飯伏幸太曰く「路上とハードコアは別物」だという。対戦者が事前に用意した凶器が一定時間毎に運び込まれて使用可能になる「ウェポンランブル」もDDT発祥である。

### SMASH、WNC
2010年に旗揚げされたSMASHでは、ハードコア経験豊富な外国人レスラーもしばし来日して試合が組まれている。同年12月11日の新宿FACEでの『SMASH.11』では、ジプシー・ジョーが77歳にしてTAJIRIとハードコアマッチを戦った。女子のハードコアマッチも組まれている。
SMASH解散後にTAJIRIが旗揚げしたWNCもハードコア路線は引き継がれている。

### 超花火プロレス
大仁田厚が2015年に立ち上げた超花火プロレスでは、電流爆破デスマッチ専門のタイトルとして爆破王を認定している。

### OZアカデミー女子プロレス
女子団体OZアカデミーでは、不定期ながらハードコアマッチを行っている。2010年1月10日新宿FACE大会・アジャ・コング・KAORU vs 尾崎魔弓・井上貴子戦で、アジャが持ち込んだ消火器のホースをKAORUが尾崎の口に押し当て、あわや噴射という事態に陥り（消火器上部の安全栓が付いたままの為、噴射は免れた）、レフェリーの伊東幸子が「特に危険」とみなした裁定を取り、無効試合となった。

### アイスリボン
女子団体であるアイスリボンでは、「ハードコアリボン」と呼ばれる独自のハードコアマッチを行っている。創設者であるさくらえみがハードコアに否定的なために敷かれたルールであり、流血戦になるのを防ぐためレフェリーストップが比較的早い。ハードコアリボンは葛西純の影響を色濃く受けた松本都が絡む試合が多く、さくら退団後の新生アイスリボンでは都が考案した「崖のふち式月光闇討ちデスマッチ」と呼ばれる形式の試合が行われている。